# Fernsehen in Syrien
Das Fernsehen in Syrien wird vor allem von der Organisation de la Radio et la Télévision Arabe Syrienne (ORTAS), die dem syrischen Informationsministerium untersteht, kontrolliert.
Sendebeginn des syrischen Fernsehens war der 23. Juli 1960. Zunächst wurde ein 90-minütiges Programm ausgestrahlt. Ab 1978 wurde teilweise in Farbe gesendet, seit 1980 wird das gesamte Programm farbig ausgestrahlt. 1985 startete ein zweiter Sender (Channel 2), 1995 folgte der Satellitensender Syria Satellite Channel.
Der erste Privatsender war Cham TV und wurde 2005 gegründet. Da er jedoch keine Lizenz vom Informationsministerium erhielt, sendete er ab 2006 von Dubai aus. Weitere private Sender sind Addunya TV, welches sich mehrheitlich im Besitz von Rami Makhlouf befindet, und Orient TV.
Die Arabische Liga forderte offiziell im Juni 2012 die Satellitenbetreiber von Arabsat und Nilesat auf, die Ausstrahlungen der syrischen Medien zu stoppen. Am 5. September 2012 stoppte Nilesat die Ausstrahlung von Syria Satellite Channel, Syria News und Addounia TV. Arabsat folgte diesem Schritt am selben Tag. Am 22. Oktober 2012 wurde die Ausstrahlung der beiden Fernsehsender Syrian Drama Channel und Syria Satellite Channel auf Hotbird ebenfalls beendet.

## Kanäle
- Syrian TV
- Addounia TV
- Channel 1
- Channel 2
- Educational Channel
- Sama TV
- Syrian Drama Channel
- Syrian News Channel (auch bekannt als Al-Ikhbariya Syria TV)
- Massaya TV
- Arrai TV
- Cham TV
- Noor Al-Sham
- Talaqie TV